# 53년

## 연호
- 후한(後漢) 건무(建武) 29년

## 기년
- 후한(後漢) 광무제(光武帝) 29년
- 신라(新羅) 유리 이사금(儒理泥師今) 30년
- 고구려(高句麗) 모본왕(慕本王) 6년 / 태조대왕(太祖大王) 원년
- 백제(百濟) 다루왕(多婁王) 26년

## 사건
- 고구려, 재상 두로, 모본왕을 죽이고 재사의 아들 궁을 태조대왕으로 옹립함.

## 탄생
- 9월 18일 - 로마 제국 13대 황제 트라이아누스

## 사망
- 고구려(高句麗)의 5대 태왕(太王) 모본왕(慕本王)